# Велика Знам'янка
Вели́ка Зна́м'янка — село в Україні, у Василівському районі Запорізької області. Центр Великознам'янська сільська рада. Населення становить 8989 осіб.

## Географія
Село Велика Знам'янка розташоване на лівому березі Каховського водосховища (Дніпро), у місці впадання в нього річки Білозерка, вище за течією на протилежному березі озера Білозерський лиман розташоване місто Кам'янка-Дніпровська, нижче за течією на відстані 2 км розташоване село Михайлівка (Верхньорогачицький район). Через село проходить автомобільна дорога Т 0804.
З районним та обласним центрами має шосейне і водне сполучення. Відстань до найближчої залізничної станції Нікополь — 20 км (через Каховське водоймище).

## Історичні пам'ятки

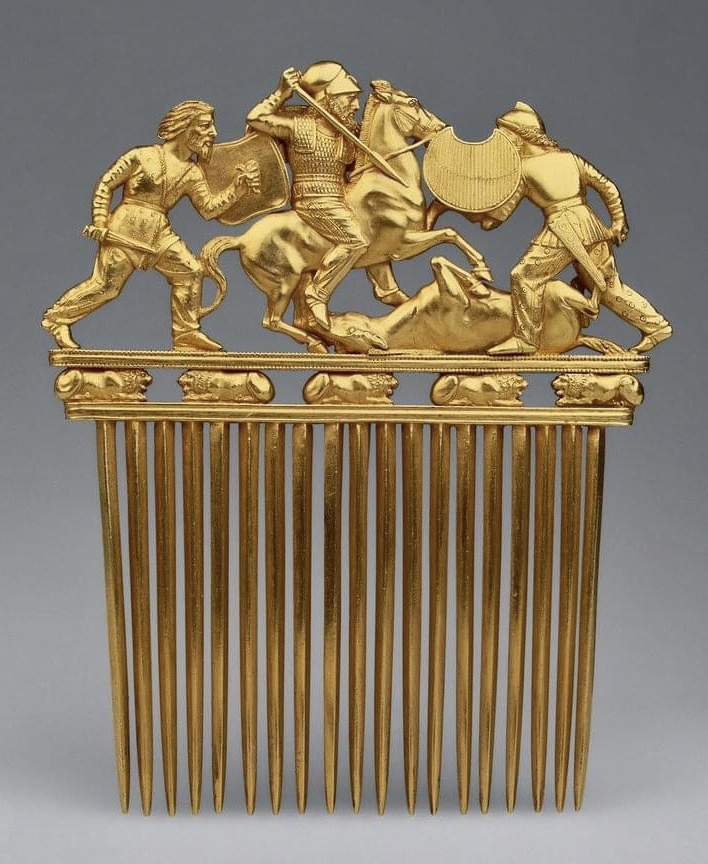
Скіфський золотий гребінь, ймовірно, зроблений греками, з кургану Солоха, 4 століття до н.е., Ермітаж

Територія, де розташована сучасна Велика Знам'янка, була заселена в давні часи. В північно-західній частині території сучасного села збереглися залишки т. зв. Знам'янського городища, що в V—III ст. ст. до н. е. було центральним укріпленням Кам'янського городища. Тут розміщувався адміністративний центр першої столиці колишньої Скіфії до перенесення її на початку II ст. до н. е. в Крим. Після цього на городищі проживало мішане населення — скіфи, сармати, і частково слов'яни зарубинецької та черняхівської культур (ІІ ст. до н. е.— VI ст. н. е.).
Поблизу городища розкопано кілька скіфських курганів і серед них — знамениту Солоху, де виявлено 2 поховання — жіноче та чоловіче, з великою кількістю дорогоцінних речей, як-от меч у піхвах, оздоблених золотом, горіт із стрілами, прикрашений срібними пластинами, та шедеври мистецтва — золоті браслети, гребінь (вагою 293 гр.), посуд, на яких викарбувані сцени битв кінних і піших воїнів, звірі тощо.

## Історія
Сучасна Велика Знам'янка [Архівовано 11 листопада 2012 у Wayback Machine.] заснована державними селянами із Стародубського повіту Чернігівської губернії, які оселилися тут ще в 1780 році. У квітні 1785 року вони одержали від казни землю по лівобережжю Дніпра і стали розводити худобу та сіяти хліб. Того ж року сюди переселено 40 сімей державних селян із Старої Знам'янки Дмитрівського повіту Херсонської губернії, а з-за Дунаю прибуло кілька сімей колишніх запорізьких козаків. Саме вони почали насаджувати в слободі виноградники. Восени 1786 року до слободи переселились ще 172 сім'ї з села Знам'янки Єлисаветградського повіту Катеринославського намісництва. Осідали тут і служилі та біглі солдати, а також кріпаки — втікачі з Росії. Від найменування сіл, звідки вийшла більшість поселенців, населений пункт дістав назву Великої Знам'янки.
Село швидко зростало. 1848 року тут налічувалось 597 дворів, проживало 1877 ревізьких душ. Зручне географічне положення, наявність водних та сухопутних шляхів сприяли розвиткові торгівлі. У селі тричі на рік збиралися великі ярмарки. 1848 року сюди було завезено різних товарів на 35 тис. крб. Пожвавлення торгівлі викликало поширення судноплавства на нижньому Дніпрі.
Населення зростало й далі. За переписом 1858 року у Великій Знам'янці проживало понад 5 тис. осіб. У селі переважали низенькі глинобитні халупи під очеретом та соломою, які безладно тулилися вздовж Дніпра.
Станом на 1886 рік в селі, центрі Знам'янської волості Мелітопольського повіту Таврійської губернії, мешкало 8904 особи, були 1532 двори, 2 православні церкви, єврейський молитовний будинок, школа, 12 крамниць, рибний завод, 3 бондарні, щорічно відбувалось 3 ярмарки та базар щонеділі.
На початку XX ст. село було досить значним торговельним пунктом північної Таврії. Тут діяло понад 50 торговельних підприємств, загальний товарообіг яких перевищував 0,5 млн крб. У 1913 році в селі працювало понад 15 різних ремісничих майстерень — кравецьких, шевських, бондарних, стельмаських, а також кузень. Понад двісті дворів виготовляли на продаж лляне полотно, ковдри, взуття, кошики тощо.

## Населення

### Мова
Розподіл населення за рідною мовою за даними перепису 2001 року:
| Мова            | Кількість | Відсоток |
| --------------- | --------- | -------- |
| російська       | 7061      | 78.56%   |
| українська      | 1786      | 19.87%   |
| вірменська      | 84        | 0.93%    |
| румунська       | 11        | 0.12%    |
| білоруська      | 6         | 0.07%    |
| польська        | 2         | 0.02%    |
| грецька         | 1         | 0.01%    |
| болгарська      | 1         | 0.01%    |
| інші/не вказали | 37        | 0.41%    |
| Усього          | 8989      | 100%     |

## Природоохоронні території
- Д'яконські сади, загальнозоологічний заказник
- Цілинні водоохоронні землі, ботанічний заказник[4]
- Май-гора, ботанічний заказник
- Урочище Мамай гора — ландшафтний заказник місцевого значення.

## Економіка
- Кам'янсько-Дніпровський хлібокомбінат, АТ.
- ТОВ «Аграрна рибогосподарська компанія „Прибій“».
- «Конвеєр», ТОВ.

## Об'єкти соціальної сфери
- Школа № 1 I—III ступенів;
- Школа № 2 I—II ступенів;
- Школа № 3 I—III ступенів;
- Школа № 4 I—II ступенів.
- Дитячий садочок.
- Лікарня.

## Відомі люди
Народилися:
- Влад Клен (1981—2010) — поет, культуртрегер, організатор сучасного поетичного руху в Україні.
- Ткачов Микола Федорович (1949) — російський генерал-полковник.

Похований:
- Данів Михайло Богданович (1976—2014) — солдат Збройних сил України, учасник російсько-української війни.